# Terentius orientalis
Terentius orientalis är en insektsart som beskrevs av Yuan och Xu. Terentius orientalis ingår i släktet Terentius och familjen hornstritar. Inga underarter finns listade i Catalogue of Life.